# التسكع في ألمانيا وإيطاليا (رواية)

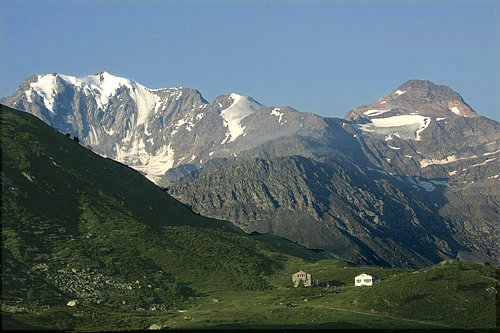
كتبت ماري شيلي عن ممر «سيمبلون»: «كانت هناك بساطة ساحرة توحي بالرهبة؛ أن العظام الهزيلة لعالم هائل اتخذت من هذا المكان موطنا لها.»

تنتمي رواية التسكع في ألمانيا وإيطاليا في 1840، 1842، 1843، بقلم مؤلفة الرومانسيات البريطانية "ماري شيلي"، إلى أدب الرحلات السردي. وهي آخر أعمالها المنشورة، وقد صدرت على مجلدين في 1844. يصف الكتاب رحلتي «ماري شيلي» في أرجاء أوروبا برفقة ابنها، "بيرسي فلورنس شيلي"، وبعض من أصدقائه الجامعيين. عاشت مع زوجها، بيرسي بيش شيلي"، في إيطاليا في الفترة ما بين 1818 و1823. ارتبطت إيطاليا في ذاكرتها بكل من السعادة والحزن: فقد كتبت كثيرا أثناء إقامتها هناك، ولكنها فقدت أيضا زوجها واثنين من ابنائها. ومن ثمّ، فمع أنها كانت متلهفة للعودة إلا أن الرحلة لم تخل من مشاعر الحزن. وتشبه "شيلي" رحلتها بمناسك الحج، والتي من دورها أن تساعد في تعافيها من الاكتئاب.
وفي نهاية الرحلة الثانية، أمضت «ماري شيلي» وقتا في باريس برفقة حركة «إيطاليا الفتية» السياسية، وهي مجموعة من المنفيين من إيطاليا الذين يطالبون بتوحيد إيطاليا. لفت انتباهها في ذلك الوقت أحد الثوار، «فرديناندو غاتشي»، وحاولت مساعدته ماليا عن طريق نشر كتابها الوارد ذكره. ومع ذلك، امتعض «غاتشي» من محاولتها هذه وحاول ابتزازها، مما دفعها إلى اللجوء إلى الشرطة الفرنسية لمساعدتها في التحصل على رسائلها الشخصية منه.
تتميز كتب رحلات «شيلي» عن غيرها بأنها تقدم محتواها من «وجهة نظر سياسية». وبهذا، فإنها تتحدى العُرف الموجود في مطلع القرن الـ19 الذي ينص على إنه من غير اللائق أن تناقش النساء السياسة في كتاباتهن. وهي بذلك تسير على نهج والدتها، «ماري وولستونكرافت»، والسيدة "مورغان". كان هدف «شيلي» هو إثارة التعاطف في إنكلترا تجاه الثوريين الإيطاليين أمثال «غاتشي». فهي تهاجم الحكم الاستعماري الذي تمارسه دولتي النمسا وفرنسا على إيطاليا وتنتقض هيمنة الكنسية الكاثوليكية. وتصف الإيطاليين بأن لديهم عظمة غير مستثمرة ورغبة في نيل الحرية.
مع أن رأي «شيلي» أن عملها كان «ركيكا»، إلا أنه لاقى استحسان الجماهير الذين مدحوا استقلالية فكره، وفكاهيته، والمشاعر التي احتواها. تفرد تعليق «شيلي» السياسي على إيطاليا بمديح منفرد، خاصة لأن امرأة هي من كتبته. فقد عُرفت «شيلي» عادة خلال غالبية القرنين الـ19 والـ20 بأنها فقط مؤلفة رواية «فرانكنشتاين» وزوجة «بيرسي بيش شيلي». ولم يطبع كتاب «التسكع» حتى أثار النقد الأدبي النسوي اهتماما أكبر بمؤلفات «شيلي» كاملة.

## معلومات مرجعية

### حركة توحيد إيطاليا

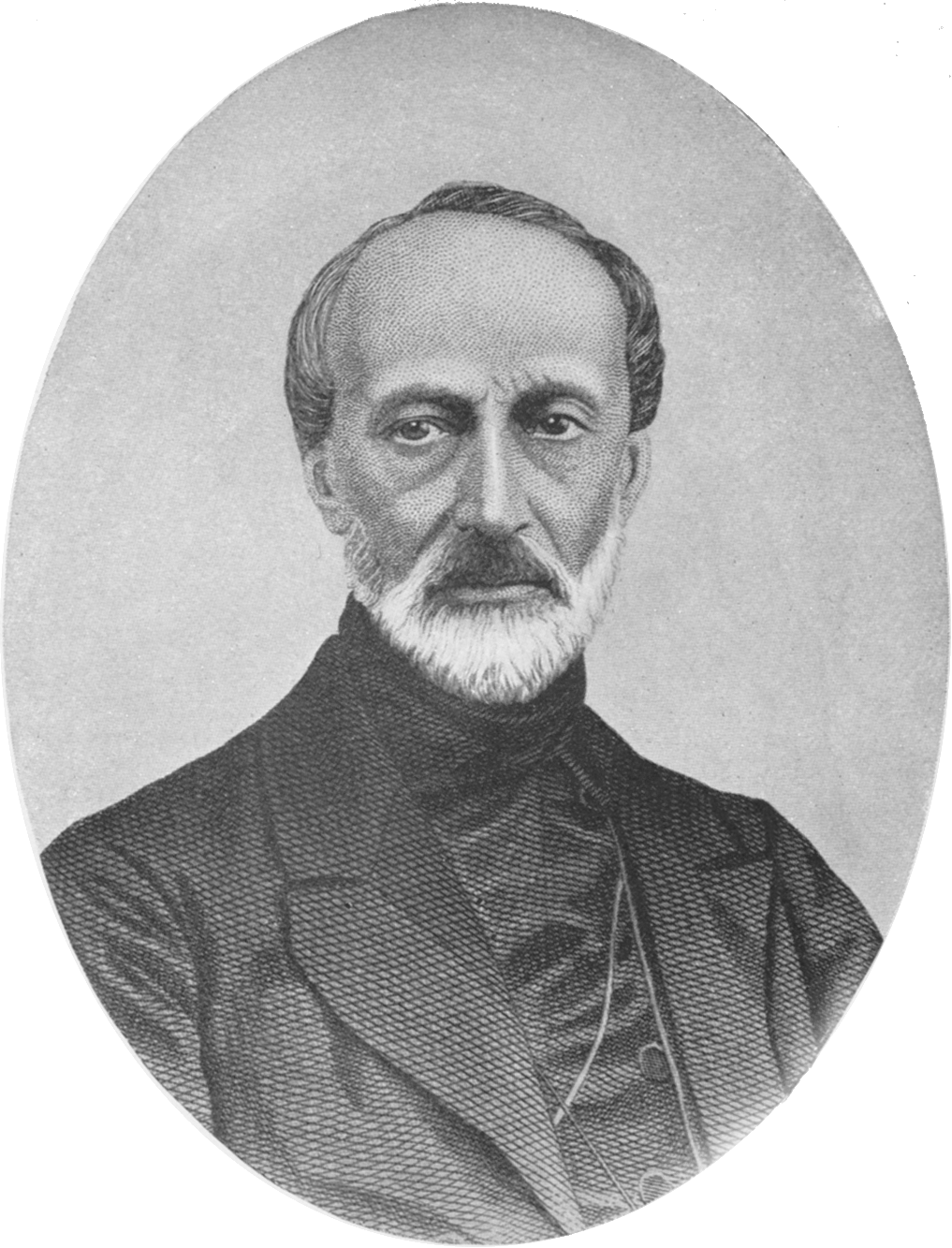
أسس "جوزيبي مازيني" حركة "إيطاليا الفتية" والتي انتسبت إليها "ماري شيلي" في باريس.

ظلت إيطاليا منقسمة إلى دوقيات ودويلات -بعضها ذاتي الحكم والبعض الآخر خاضع لسيطرة النمسا، فرنسا، اسبانيا، أو البابوية الكاثوليكية- منذ العصور الوسطى وحتى نهاية القرن التاسع عشر. وأدى تنوع الحكومات واختلاف اللهجات الإيطالية المُتحدث بها في شبه الجزيرة إلى تقسيم المواطنين في تصنيفهم على سبيل المثال إلى «رومانيين» أو «فينيسيين» بدلا من «إيطاليين». عندما غزا نابليون أجزاء من إيطاليا خلال حروب الثورة الفرنسية (1792-1802) والحروب النابليونية (1803-1815)، وحد العديد من المقاطعات الصغيرة؛ فأخضع الحكومات لواحدة مركزية وأنشأ طرقا وشبكات تواصل، والتي ساهمت في إزالة العوائق التي تحول بين الإيطاليين وبعضهم. لم يرحب الإيطاليون جميعهم بالحكم الفرنسي، بينما أسس «جوزيبي كابوبيانكو» مجتمعا سريا يُدعى «كاربونيريا» يهدف إلى مقاومة كل الحكم الفرنسي وكنيسة الروم الكاثوليك. تابع مجتمع «كاربونيريا» مقاومتهم بعد هزيمة هزيمة نابليون فيمعركة واترلو 1815 واتفاق أعضاء مؤتمر فيينا على ترك معظم إيطاليا الشرقية تحت سلطة النمساويين. وقادوا ثورات في نابولي وبييمونتي في عامي 1820 و1821. وواصلوا تلك الجهود في بولونيا، الدولة البابوية، بارما، مودينا في ثلاثينيات القرن الـ19. ولكن بعد فشل تلك الثورات، أسس أحد الأعضاء المنفيين، «جوزيبي مازيني»، حركة «إيطاليا الفتية»، التي انضم 60 
ألف بحلول 1833، من أجل العمل توحيد إيطاليا وتأسيس جمهورية ديموقراطية وإرغام غير الإيطاليين على التخلي عن سلطتهم في شبه الجزيرة. وحاول الثوار الوطنيون هؤلاء بدعم أجنبي الإطاحة بالنمساويين في جنوة وتورينو عام 1833 وفي كالابريا عام 1844 ولكن محاولتهم باءت بالفشل. نجح الإيطاليون أخيرا في توحيد إيطاليا، أو كما تُعرف بـ «النهضة الإيطالية» عام 1870 تحت زعامة «جوزيبي غاريبالدي».

### السفر والتأليف

#### 1840
عاشت «ماري شيلي» برفقة زوجها، «بيرسي بيش شيلي»، في إيطاليا خلال الفترة ما بين 1818 و1823. ومع أن زوجها قضى نحبه هناك واثنين من ابناءها، إلا إنها تصفها بـ «بلد رُسمت ذكراها كأنها الفردوس». واتسمت السنوات التي قضاها الزوجان في إيطاليا بغزارة النشاطي الفكري والإبداعي. فألف «بيرسي» مجموعة من القصائد المهمة، بينما ألفت «ماري» رواية من نوع السير الذاتية بعنوان «ماتيلدا»، والرواية التاريخية «فالبرغا»، ومسرحتي «بروسربينا» و«ميداس». أرادت «ماري» العودة دائما إلى إيطاليا وكانت متحمسة عند تخطيطها لرحلة 1840. ولكن تملكها الألم أثناء عودتها لأنها كانت دوما تتذكر زوجها.

في يونيو عام 1840 ماري شيلي وبيرسي فلورانس(أبنها الباقي علي قيد الحياة)و بعض من أصدقائة –جورج ديفيل وجوليان روبنسون وروبرت ليسي اليس- بدئوا رحلتهم لأوروبا. فقد سافروا إلي باريس ومن ثم إلي ميتز. ومن هناك إلي موزيل بالقارب إلي كوبلنز وبعد ذلك من الراين إليماينز, فرانكفورت،هايدلبرغ، بادن بادن، فرايبورغ، شافهاوزن، زيورخ، سبلاغن، كيافينا.  الشعور بالالم جعل شيلي تستريح في منتجع صحي في بادن بادن: لان لديها ألام في رأسها و"تشنجات" وهي أعراض المرض السحائي الذي سينهي بحياتها في نهاية المطاف. هذا التوقف لقي أستتياء كل من بيرسي فلورانس وأصدقائة، لأنه لايقدم لهم أي نوع من التسلية، علاوة علي ذلك لا أحد منهم يتحدث الألمانية، فهم مجبرين علي البقاء سوياً. بعد عبور سويسرا بالعربة والقطار قضوا شهرين في بحيرة كومو حيث أرتحت شيلي وبدأـت تتذكر أنها وبيرسي سبق وأجروا فيلا مع اللورد بايرون علي هذه البحيرة من قبل. وبعد ذلك سافرت المجموعة إليميلان، ومن هناك ذهب بيرسي شيلي وأصدقائة إلي كامبريدج لاستكمال الجامعة. ولكن بقيت مارس شيلي منتظرة الأموال لاستكمال رحلتها. في سبتمبر عادت لانجلترا عبر جنيف وبارييس. أصيبت بالأكتاب عند عودتها ولم تستطع الكتابة:"} في إيطاليا{ قد أعيش - مثلما كنت أعيش في يوم من الأيام – املتاً - محبوبة - مستمتعة... أنا هادئة الآن، والأيام تمر - أنا سعيدة في حياة بيرسي وصحتة - لكن لا توجد ملحقات... وعلى الرغم من هذا الخمول الذي طرق علي عقلي تمكنت من نشر الطبعة الثانية من نثر بيرسي شيلي وبدأت العمل على طبعة أخرى من شعره.
 Implying that Gatteschi was a danger to the state, Knox and the Paris police called upon the cabinet noir system in order to retrieve the letters. On 11 October, Le National and Le Constitutionnel reported in outrage that Gatteschi's personal papers were seized because he was a suspected revolutionary. Mary wrote to Claire that "It is an awful power this seizure", but she did not regret using it. After Knox retrieved her letters, he burned them. Shelley spent £250 of her own money to finance the operation. She was embarrassed by the entire incident.

### الجزء الأول
في اثني عشر رسالة نصية كتبت بضنير المتكلم، دونت ماري شيلي رحلاتها عبر أوروبا خلال 1840و أنطباعها عن أماكن الأقامة والديكور والقري والعلاقة الأقتصادية بين الفصول والفن والأدب وذكرياتها بين 1814و 1816 
(سجلت في التاريخ بأسم جولة الست أسابيع (1817)). وفي الرسالة الأولي كانت تفكر في عودتها لإيطاليا.   
بعد الهبوط في فرنسا، أكملت شيلي تفكيرها في الرحلات وفي حجم الأستفادة التي ستعود عليها منها.كانت تشتكي من السفر لخارج ألمانيا، بسبب بطء السفر ولكنها كانت مسرورة بأن تخيلها للراين تطابق مع الحقيقة.مرضت شيلي في ألمانيا ومكثت في بادن بادن لأستعادة صحتها. خائفتا من حب بيرسي فلورانس (المشار له بالP في القطعة) للمياة والقوارب خاصتاُ بعد غرق زوجها. حيث أنها كانت رافضة لفكرة السفر لإيطاليا وبحيرة كومو ولكن في تفس الوقت كانت تريد ذلك.و بعد إعفائها من المرض ذهبت المجموعة لإيطاليا حيث هناك بدئت بالحنين للماضي: 
شيلي تكتب عن سعادتها العارمة في إيطاليا وحزنها لأن عليها المغادرة. في أواخر سبتمبر، تأخرت أموالها للعودة لأنجلترا، لذا عاد بيرسي فلورانس وأصدقائة بدونها. وأخيراً عادت أموالها وعادت لإنجلترا بمفردها. وفي تغطية عن رحلة عودتها، وصفت مغامرتها في العبور لممر سيمبلون والشلالات في سويسرا. 

### الجزء الثاني

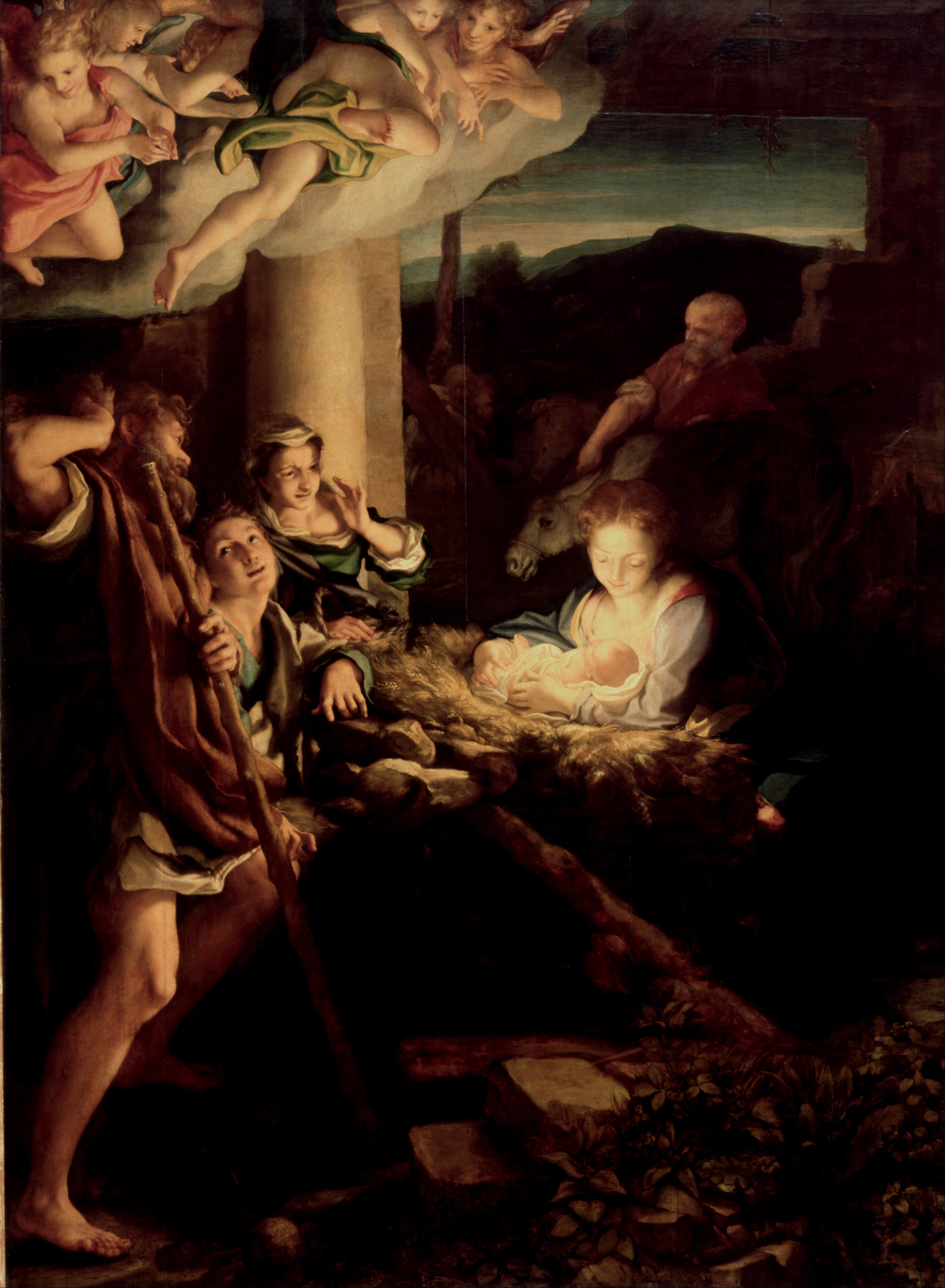
شيلي في لوحة المهد لكوراجيو : من خلال فتح الستائر تركنا في الظلام، تأثيرة علي اللوحة كان مبهر حقاً. الطفل ينام علي العوارض الخشبية، ويبدو أنه ينبع من المنتصف وينشر أشعة الضوء في الانحاء.فانا لا أصدق سمه لوحة توضح الأنوار المشعة بهذه الطريقة.

الجزء الثاني والذي يتكون من أحدي عشر خطاباً، يغطي الجزء الأول من رحلة شيلي لأوروبا في عام 1842 , وخاصةً رحلتها منانتويرب إلي براغ: أسماء رفقاء رحلاتها موضوعة في النص وهي في بعض الاحيان تشير إليهم. فكانت تناقش الفنون، وأحياناً كانت تقضي صفحات وصفحات توصف في قطعة فنية؛ أو في مميزات وعيوب السفر بالقطار بدل العربات؛ الشخصية الألمانية وعادات الألمان؛ تاريخ الأشياء التي رأتها هناك؛ المناظر والأجوئة؛ والمشاكل التي واجهتها كمسافرة، وعلى سبيل المثال: عدم قدرتها علي تحدث الألمانية وقذارة الحانات والأسعار الباهظة للسائحين. ولكن بدأت شيلي هذا الجزء بفوائد السفر:
بإيجاز يمر من خلال تعاقب سريع من المدن الألمانية عن طريق السكك الحديدية، والنقل، القارب الذي يصل الفريق في كيسينجين، حيث قرروا البقاء لمدة شهر من أجل شيلي إلى «علاج» في الحمام. في حين شيلي يعتقد أن المياه سوف تكون فعالة، كانت تتكلم في وضع قيود على تلك محاولة لتحسين حالتهم الصحية مثل ارتفاع في خمسة أو ستة وتناول الطعام لا الشهية. رفيقاتها على نحو متزايد بالإحباط من الجدول عدم وجود الترفيه في منتجع صحي. بعد أن ترك كيسينجين الفريق يسافر عبر المنطقة حول فايمار، ورؤية المعالم السياحية المرتبطة مارتن لوثر والكتاب فيلاند، شيلر، جوته. فإنها تستمر في برلين ودرسدن، حيث يقضون وقتهم في مشاهدة الفن وحضور الأوبرا، وترك براغ في أغسطس عام 1842.

خلال 23 رسالة غير رسمية، تصف شيلي رحلاتها من براغ إلى جنوب إيطاليا. وهي  تتأمل في المناظر الطبيعية للمناطق التي تمر بها، وتاريخ ألمانيا وإيطاليا (مثل تمرد تيرولان في أبريل `1809 وأنشطة كاربوناري)، وفن عصر الباروك وعصر النهضة في إيطاليا، وأدب إيطاليا، وتقدم آراء حول حكومات إيطاليا الأخيرة، الطابع الوطني للشعب الألماني والإيطالي، والكاثوليكية. كما أنها تفكر في التغييرات نفسها من الذي كانت عليه في 1820 إلى من هي في 1840  ، ولا سيما فيما يتعلق حزنها.

## النوع

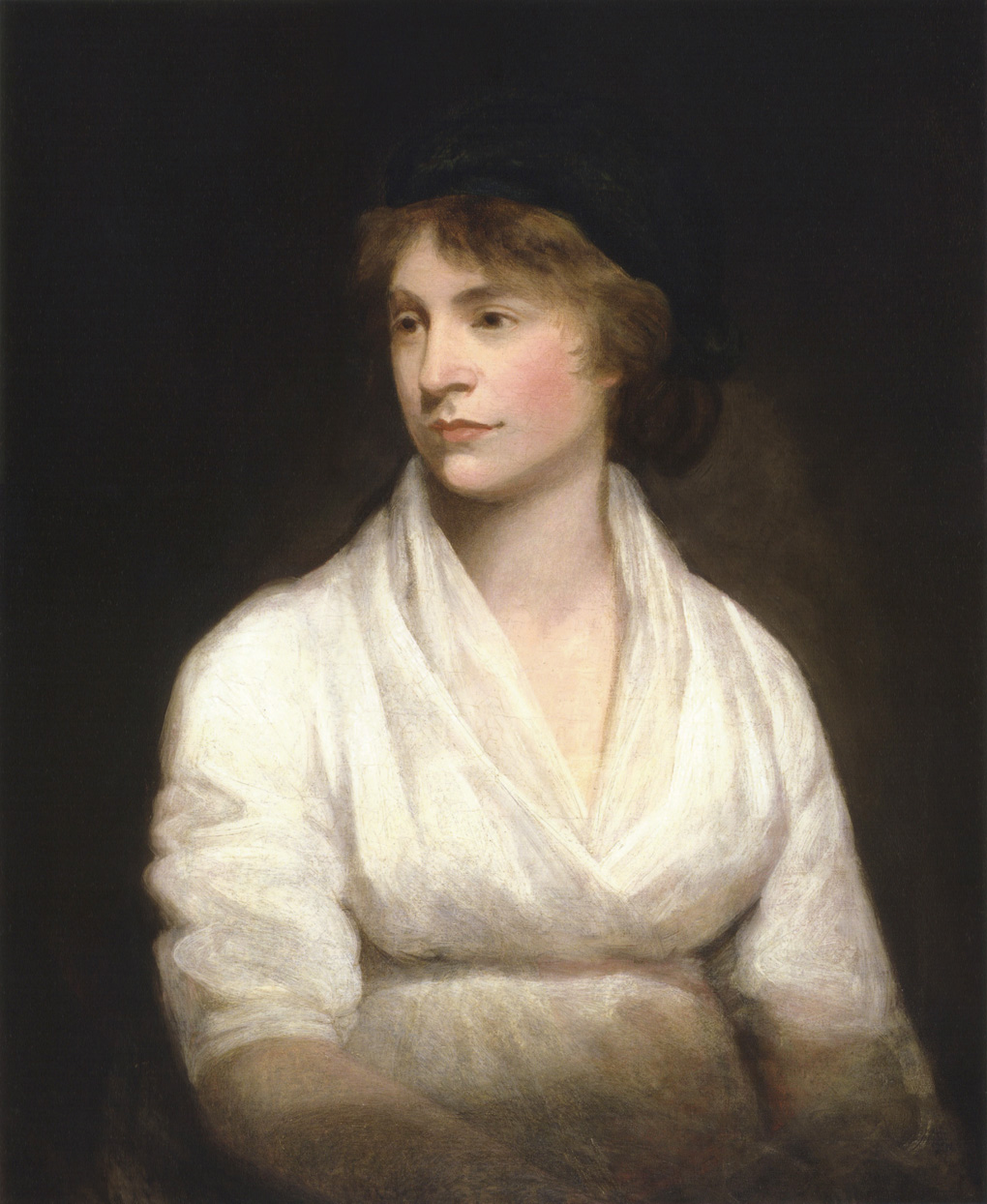
شكلت رسائل ماري وولستونكرافت المكتوبة في السويد والنرويج والدنمارك بشدة تسكع ابنتها

الكثير من المشاهد التي قمت بزيارتها وإعجابي بها، قد تلاشت في ذهني، بينما كانت هناك لوحة في الديوراما تذوب، وآخر يناضل من أجل التغيير. لكن طريقه كان متميزًا في ذهني كما لو أنه اجتاز أمس. لن أتطرق هنا إلى الظروف الحزينة التي غابت زيارتي الأولى إلى البندقية. الموت تحوم فوق المشهد. اجتمعوا في نفسي، مع «ذهني» رأيت هؤلاء الذين كانوا قبلي منذ فترة طويلة. وقد استعرت من جديد بالعواطف - من المشاعر - وأولئك الذين هم أعمق قلب المرأة يمكن أن يأويهم - وهو الخوف من رؤية طفلها حتى في تلك اللحظة التي انتهت صلاحيتها - والتي احتلت بعد ذلك.
خلال القرن الثامن عشر، جولة الكبرى أصبحت شعبية متزايدة. السفر إلى القارة بريطانيا النخبة ليست التعليمية فقط بل أيضا قومية. كل الأرستقراطية السادة أخذت مماثلة رحلات وزار مواقع مماثلة، بهدف وضع تقدير بريطانيا من الخارج. جولة الكبرى يحتفل التعليمية السفر، عندما تنطوي على تبادل المعلومات العلمية مع النخبة الفكرية، التعلم عن الثقافات الأخرى، وإعداد القيادات. ومع ذلك، كان كما أدان تافهة عندما السياحية ببساطة شراء التحف والمقتنيات، اكتسبت «سطحية الاجتماعية البولندية»، والسعي عابرة العلاقات الجنسية. أثناء حروب نابليونفي القارة كانت مغلقة البريطانية المسافرين من  الجولة الكبري جاء في ظل تزايد الانتقادات ولا سيما من الجذور مثل ماري شيلي والد ويليام غودوينالذي سخرت لها الأرستقراطية الجمعيات. الشباب رومانسية الكتاب انتقد عدم العفوية; احتفلوا مدام de Staël هو رواية كورين (1807) الذي يصور السليم السفر «فوري، حساس، وفوق كل شيء [] متحمس الخبرة».
السفر الأدب تغيير في 1840s كما السفن البخارية والقطارات جعلت القاري الرحلات في متناول الطبقة الوسطى. أدلة وكتيبات نشرت هذا المسافر الذي كان غير مألوف مع تقليد جولة الكبرى. الأكثر شهرة من هذه جون موراي دليل المسافرين في القارة (1836). قبل عام 1848، موراي كان قد نشر 60 مثل هذه الأعمال التي «التأكيد على شمولية، وتقديم العديد من ممكن مسارات بما في ذلك معلومات عن الجيولوجيا والتاريخ والمعارض الفنية». بينما خلال الفترة الرومانسية والسفر الكتاب متباينة أنفسهم من مجرد السياح خلال العفوية والوفرة من ردود أفعالهم خلال الفترة الفيكتوري، والسفر الكتاب محاولة لإضفاء الشرعية على أعمالهم من خلال «الخطاب الأصالة». الذي ادعى أن يكون من ذوي الخبرة الحقيقية ثقافة منطقة وردود أفعالهم كانت على وجه التحديد الشخصية، في مقابل الكتاب من أدلة عامة، الذي رد على وجه التحديد شخصي.

### التسكعمثل السفر السردي
ماري شيلي النزه كل من يشبه ومحاولات لفصل نفسها عن غيرها من السفر الروايات من الوقت. إليزابيث نيتشا في وصف النص، يكتب، على سبيل المثال، أن هناك «القليل من الجدة أما في ما [شلي] رأى أو في حساب» جبال الألب، الراين أو إيطاليا،  وموسكال تلاحظ أن شيلي «كتاب يشارك في السفر-كتاب الاتفاقية من متحف الجارية». على الرغم من أن شيلي لفت على موراي الشهيرة كتيبات وأدلة أخرى، هي على وجه التحديد حاولت التفريق عملها من هذه. في حين أن موراي أدلة، على سبيل المثال، كانت عموما غير سياسية، شيلي يقول في مقدمة النزه أن تفرد لها العمل في تصوير الشعب الإيطالي من «وجهة نظر سياسية». شيلي قد باع لها الناشر على فكرة السفر السرد بوصف الكتاب القادم «النور» و «مسلية»، في أسلوب صموئيل روجرزسفرهم السرد من إيطاليا، يرافقه الرسوم التوضيحية عن طريق جي إم بليو تيرنر، كان مبيعا في أواخر 1820s. روجرز النص تجنب السياسة وتركز على الخلابة وسامية مشهد. على الرغم من أن شيلي مخصص النزه أن روجرز لها مقدمة اعترف تأثير السيدة مورغانسفرهم العمل، إيطاليا (1821) كان صريحا في انتقاده النمسا الحكم على إيطاليا وضعت على البابوية قائمة الكتب المحظورة. أن تجعل لها السياسة أكثر قبولا لها الجمهور، ومع ذلك، شيلي غالبا ما يستخدم تحليل الأدب والفن إلى تعزز لها نقاط.

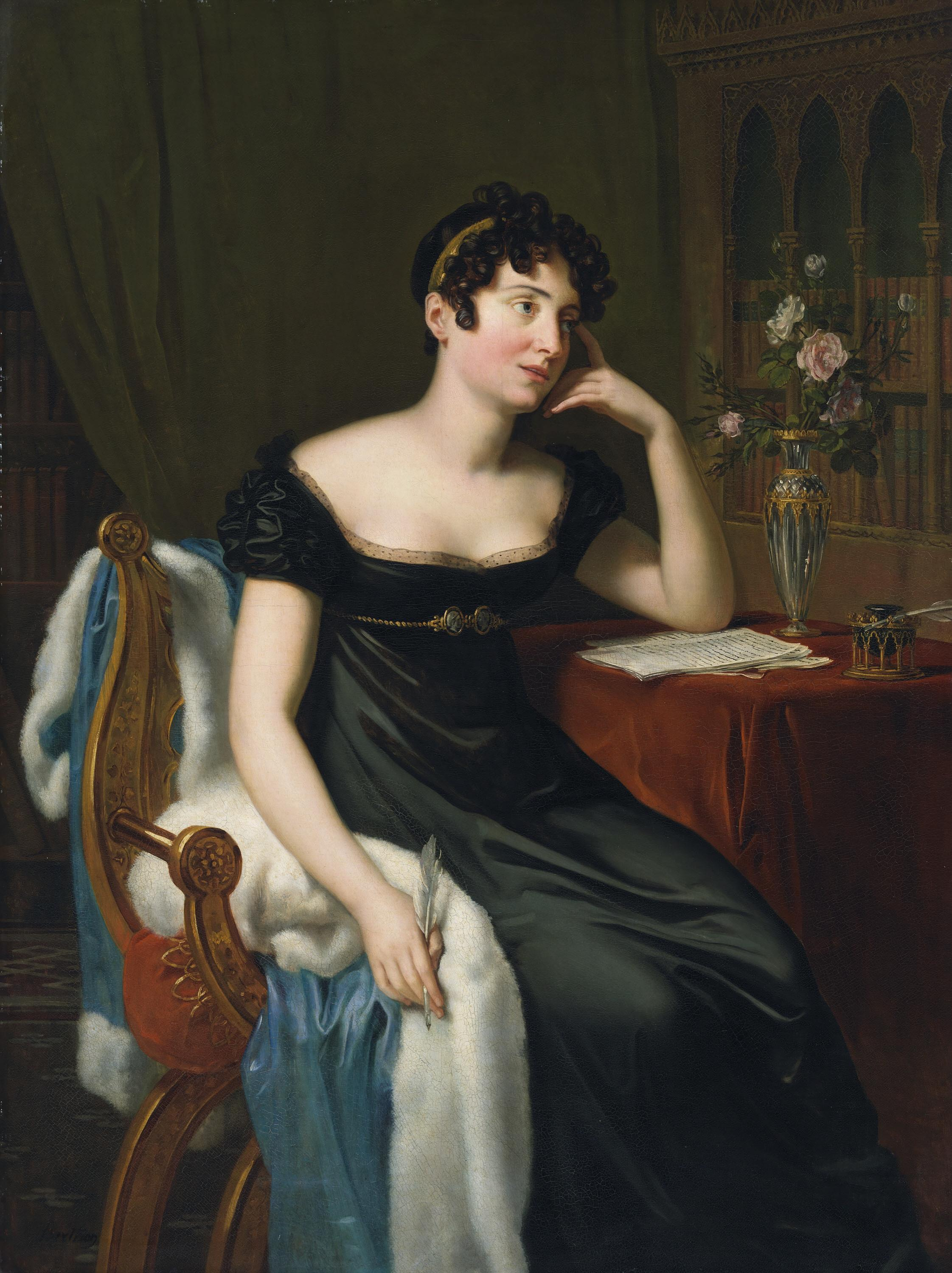
Lady Morgan's Italy was one of the political travel narratives that influenced Shelley's.

h

## Notes
1. ↑  Qtd. in Bennett, 115.
2. ↑  Seymour, 476.
3. ↑  Seymour, 506–07.
4. ↑  Seymour, 506.
5. ↑  Qtd. in Sunstein, 371.
6. ↑  Spark, 116.
7. 1 2  Shelley, Rambles, 1:158.
8. ↑  Smith, 157.
9. ↑  Nitchie, 34.
10. ↑  Moskal, "Travel writing", 254.
11. ↑  Moskal, "Gender and nationalism", 188–90.
12. ↑  Seymour, 489.
13. ↑  Moskal, "Gender and nationalism", 197.
14. ↑  Kautz, 170; Dolan, 138–45.